# Daewon Song
Daewon Song (Seul, Coreia do Sul, 19 de fevereiro de 1975), é um skatista profissional; sua base para andar é goofy, ele é aclamado por ter muita técnica para andar na rua, sendo reconhecido por muitos como o melhor de sua modalidade, posto que rivaliza com o  também lendário skatista Rodney Mullen, co-criadores da marca Almost.

## Biografia
Com treze anos seu amigo deu um skate para ele, ele juntou dinheiro e começou a andar de skate; entrou em uma marca, pequena, chamada Gemco, a mesma fez um contrato para ele ir para os Estados Unidos.
Um dos melhores amigos de Daewon é Rodney Mullen; na qual eles participam de três vídeos que se chamam Almost Round 1 - Rodney Mullen vs. Daewon Song, Almost Round 2 e Almost Round 3, ele também participou em um vídeo com uma marca que o patrocina, a DVS, se chama DVS Skate More, e também participou de um vídeo com Chris Haslam, feito em uma mini rampa, que se chama Almost Cheese and Crakers.
O seu primeiro patrocínio nos Estados Unidos foi da World Industries e ele apareceu no vídeo, Love Child em 1992. Em 1999 ele deixou a World Industries e criou sua própria marca, a Deca, foi nela que ele fez o vídeo Rodney Mullen vs. Daewon Song, mas logo depois eles fizeram juntos à marca Almost.

## Aparição em games
Daewon Song já apareceu em jogos de vídeo game,que foram o Tony Hawk's American Wasteland, Tony Hawk's Project 8, Tony Hawk's Underground 2, Tony Hawk's Proving Ground e o Grind Session lançado para Playstation.

## Alguns Feitos
Daewon Song já deixou marcas no mundo do skate, como, por exemplo, o dia em que faz 900 graus de giro num skate, na performance manual, onde o skatista só fica sobre duas rodas. Nenhum skatista teria feito algo parecido na história. Outro feito seria o triple laser flip, em que conseguiu fazer uma manobra que só ele conseguia fazer, só que agora triplicada. Existem também vários outros feitos que ele fez, sendo assim, considerado por muitos, o melhor skatista do mundo.

## Prêmios
Daewon Song recebeu em 2006, dois prêmios importantes: o de melhor skatista do ano pela Thrasher Magazine e o melhor desempenho em vídeo; Skate More, pela Transworld Skateboarding. Em 2011 participou dos X Games XVII, que é considerada as "Olimpíadas dos esportes radicais" no Skate Real Street (que é uma modalidade que os skatistas fazem vídeos seus andando pela rua, e o público vota qual são os melhores) e ficou com a medalha de bronze. 